# 11146 Кіріґаміне
11146 Кіріґаміне (11146 Kirigamine) — астероїд головного поясу, відкритий 23 листопада 1997 року.
Тіссеранів параметр щодо Юпітера — 3,307.
Названо на честь гір Кіріґаміне (яп. きりがみね(霧が峰) кіріґаміне) в префектурі Наґано.